# 傘蜥蜴
傘蜥蜴（學名：Chlamydosaurus kingii），又名斗篷蜥，是飛蜥科斗篷蜥属的唯一一種生物，分布於澳大利亞北部和新幾內亞南部。受威脅時頸部的傘狀薄膜會張開、口部張大以嚇走敵人。平常以四足行走，逃跑時用後足。生活於乾燥的草原灌木地帶，以昆蟲和其他小型蜥蜴為食。天敵為蛇。

## 命名
傘蜥蜴由約翰·愛德華·格雷基於英國皇家海軍美人魚號的船長菲利普·帕克·金帶回英國的標本正式描述于1825年，而這個標本本身則是隨船植物學家艾倫·坎寧安在澳大利亞西北部的海灣搜集到的。
屬名來自古希腊语“chlamydo”（有斗篷的）和“sauros”（蜥蜴），種加詞就是菲利普·帕克·金的姓。

## 形態
它是一種較大的飛蜥科生物，體長可達85（2.79英尺）。平常以四足行走，但也可以用後足奔跑。

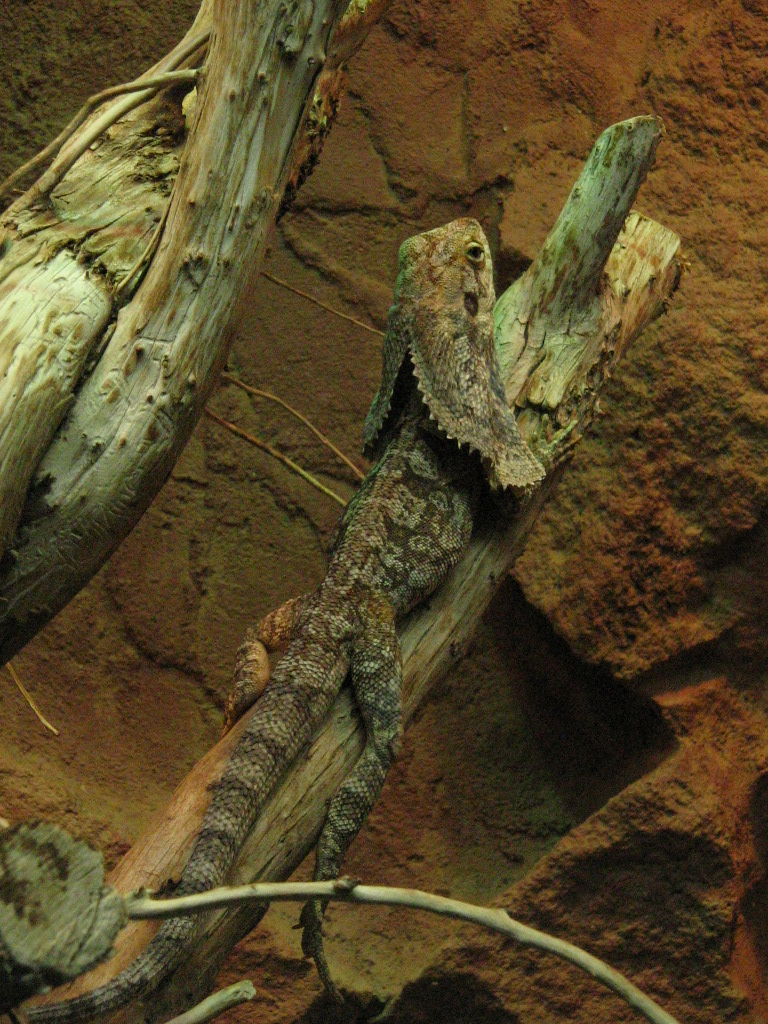
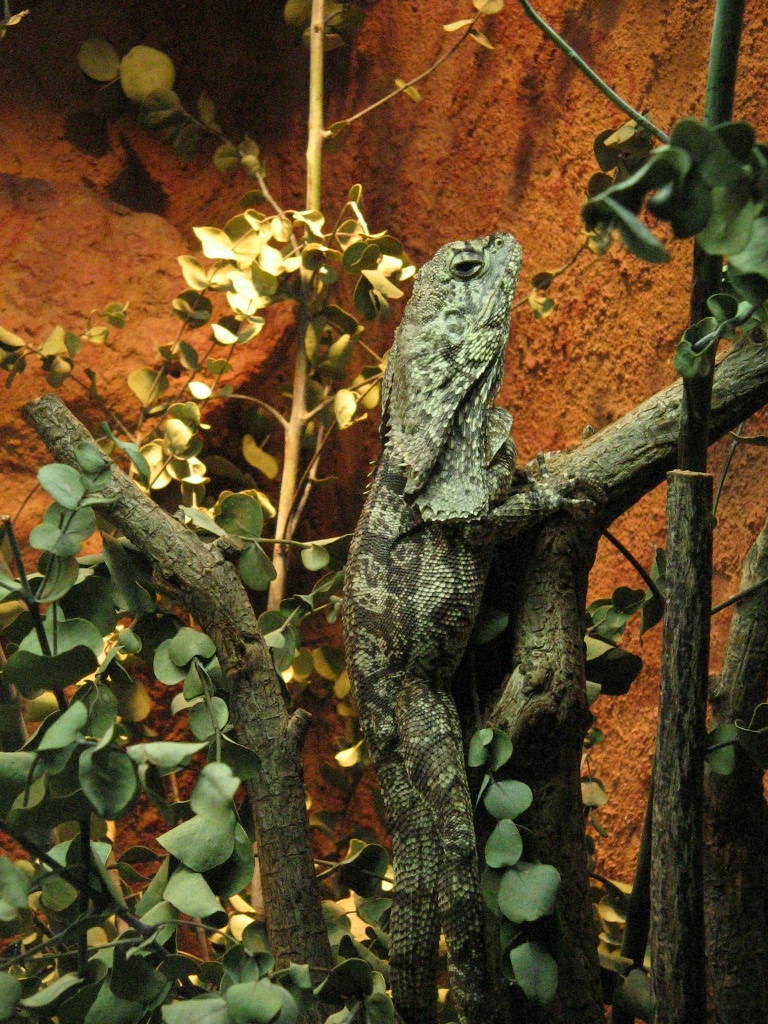
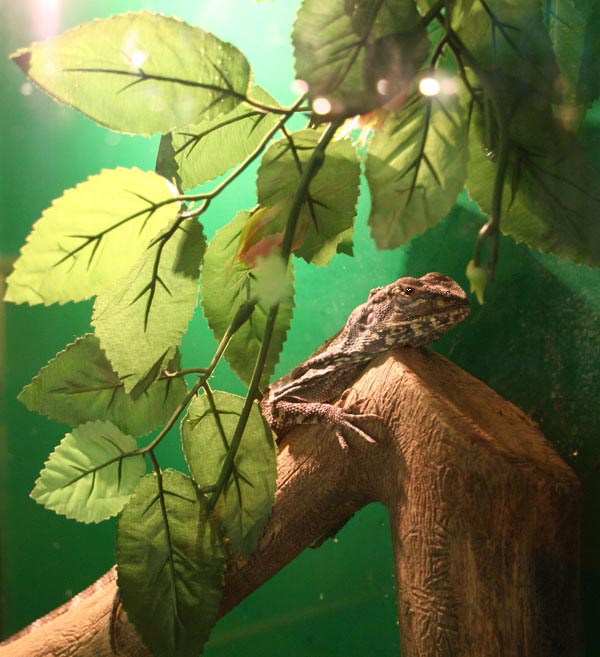

## 外部連結
- Frilled Lizard (Chlamydosaurus kingii )，Zoo and Aquarium Association